# Halland
Halland ( ESCUTAR), raramente Halândia  (em latim: Hallandia), é uma província da Suécia, situada no sudoeste da região da Gotalândia, no sul do país. 

Ocupa 1% da superfície do país e, de acordo com o censo de 2023, havia 351 508 residentes.
Tem limites com as províncias históricas da Västergötland, Småland e Escânia, e com o estreito do Categate. 
As suas cidades principais são tradicionalmente Varberg no norte e Halmstad no sul.

É frequentemente apelidada de "banheira da Suécia" (Sveriges badbalja) devido a ter muitas praias famosas, como por exemplo Mellbystrand, Tylösand e Skrea strand.

Como província histórica, a Halland não possui funções administrativas, nem significado político, mas está diariamente presente nos mais variados contextos, como por exemplo no nome do jornal Hallandsposten (lit. Correio da Halland) e no nome do hospital Hallands sjukhus (lit. Hospital da Halland).

## Etimologia e uso
O nome geográfico Halland significa ”Terra dos Hallin” (o nome dos habitantes da região). Por sua vez, o nome dos ”Hallin” - referidos no século VI por Jordanes – parece provir da palavra ”hall” ("rochedo liso"), talvez em alusão às rochas de Hov (”Hovs hallar”) na fronteira da Escânia com a Halland, implicando isto que ”Halland” seria a ”Terra daqueles que vivem a norte dos rochedos lisos de Hov”. Nos tempos antigos, o termo ”Halland” designava apenas a parte sul da atual província.

A província está mencionada como "Hallandi" no século XIII.
Aparece em forma latinizada como Hallandia no século XII.

Em textos em português é usada a forma original Halland.

| “ | … a província de Halland, nas praias do Øresund, foi cedida à Suécia por um período de 30 anos.… | ” |

## Província histórica e condados atuais
A maior parte da província constitui hoje em dia o condado da Halland. Uma pequena parcela pertence todavia aos condados da Escânia e da Västra Götaland.

A Gotalândia
A província histórica da Halland
O condado da Halland

## História
Pertencia à Dinamarca, e dada a sua situação fronteiriça com a Suécia, foi local de numerosas guerras entre os dois países. Foi anexada pela Suécia por período limitado em 1645 - Paz de Brömsebro, e definitivamente incorporada no estado sueco em 1658 - Tratado de Roskilde.

### Heráldica

O brasão de armas esteve presente em 1660 por ocasião do funeral do rei Karl X Gustav, mas tem origem medieval.  Mostra um leão contra um fundo azul. Possivelmente, está relacionado com Bengt Algotsson, um homem de leis e duque da Halland no século XIV.

## Geografia
A Halland é composta fundamentalmente por uma planície costeira, com vales profundos no norte e colinas no leste.
É atravessada por 4 rios vindos das províncias vizinhas da Västergötland e da Småland - o Viskan, o Ätran, o Nissan e o Lagan. 

### Maiores cidades
Atualizado a 18 de setembro de 2024

As maiores cidades da Halland são (2020):
| 1. Halmstad ( 71 422 ) 2. Varberg ( 36 327 ) 3. Falkenberg ( 28 747 ) 4. Kungsbacka ( 24 071 ) 5. Onsala ( 12 415 ) |

## Comunicações

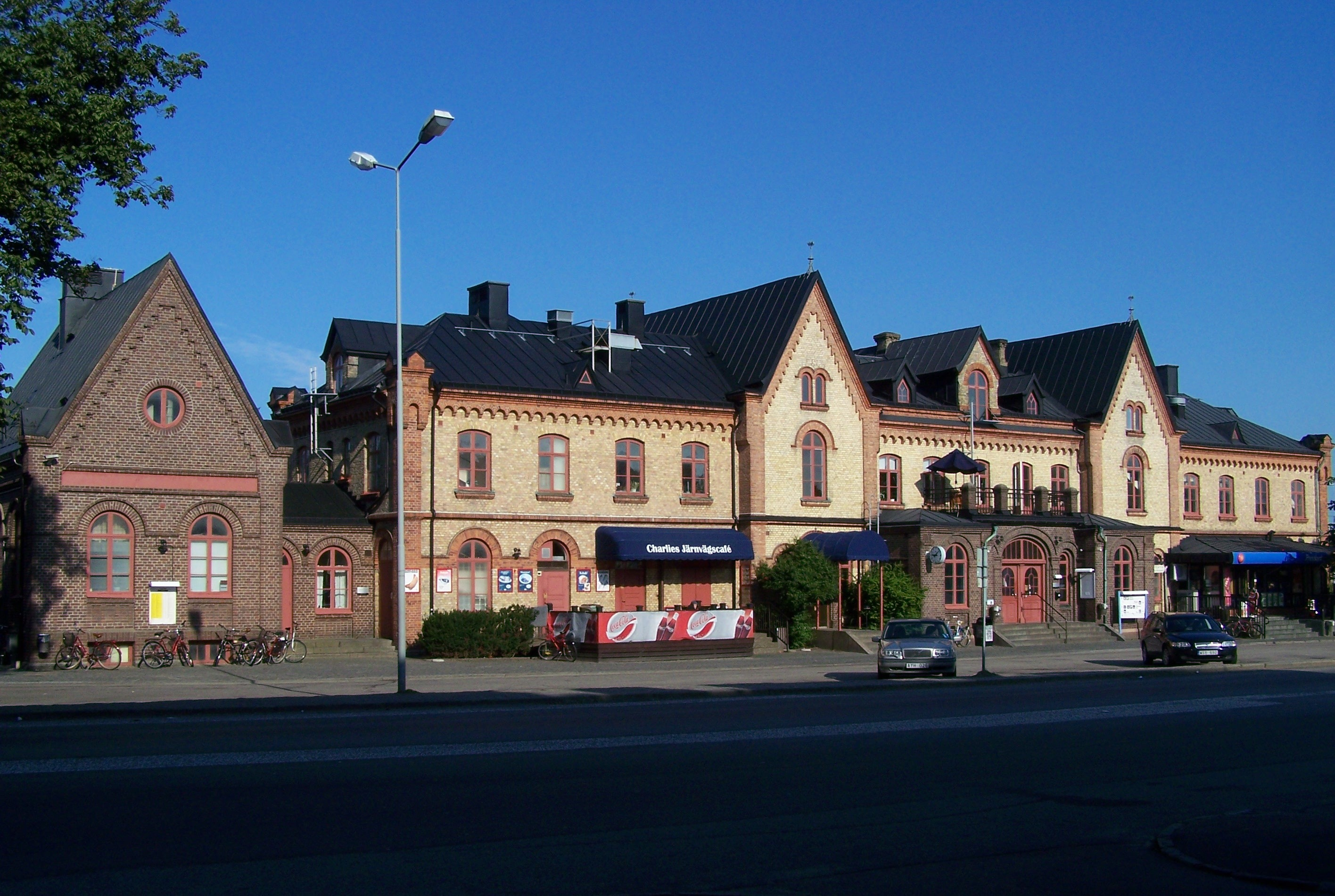
Estação ferroviária de Varberg

A província da Halland é atravessada de norte a sul pela E6 (Trelleborg-Gotemburgo-Strömstad), seguindo a orla costeira desde a Escânia até à Västergötland, e passando pelas cidades de Halmstad, Falkenberg, Varberg e Kungsbacka.
Paralelamente, a província é atravessada pela linha da Costa Oeste (Gotemburgo–Varberg–Malmö) com estações nas mesmas cidades
De Varberg sai a linha Viskadalsbanan para Borås.

## Economia
A economia tradicional da Halland está baseada na agricultura e pecuária, praticada na estreita faixa costeira de 15 km de largura, e na exploração florestal no interior da província.
Nos nossos dias assumem particular importância a indústria metalo-mecânica, a indústria do papel, a indústria dos produtos de madeira e o turismo.

## Património histórico, cultural e turístico
A costa da Halland é caracterizada pelos rochedos no Norte e pelas praias de areia no Sul.

- Praia de Tylösand (Tylösand), perto de Halmstad
- Praia de Mellbystrand (Mellbystrand), perto de Laholm
- Fortaleza de Varberg (Varbergs fästning) e Homem de Bocksten (Bockstensmannen) em Varberg
- Pesca do salmão no rio Lagan
- Cabeça de mulher (Kvinnohuvud) em Halmstad
- Varberg (cidade de termas)
- Ullared (centro comercial muito procurado)
- Palácio de Tjolöholm (Tjolöholms slott) perto de Kungsbacka
- Estação de Rádio de Varberg (Radiostationen i Grimeton)

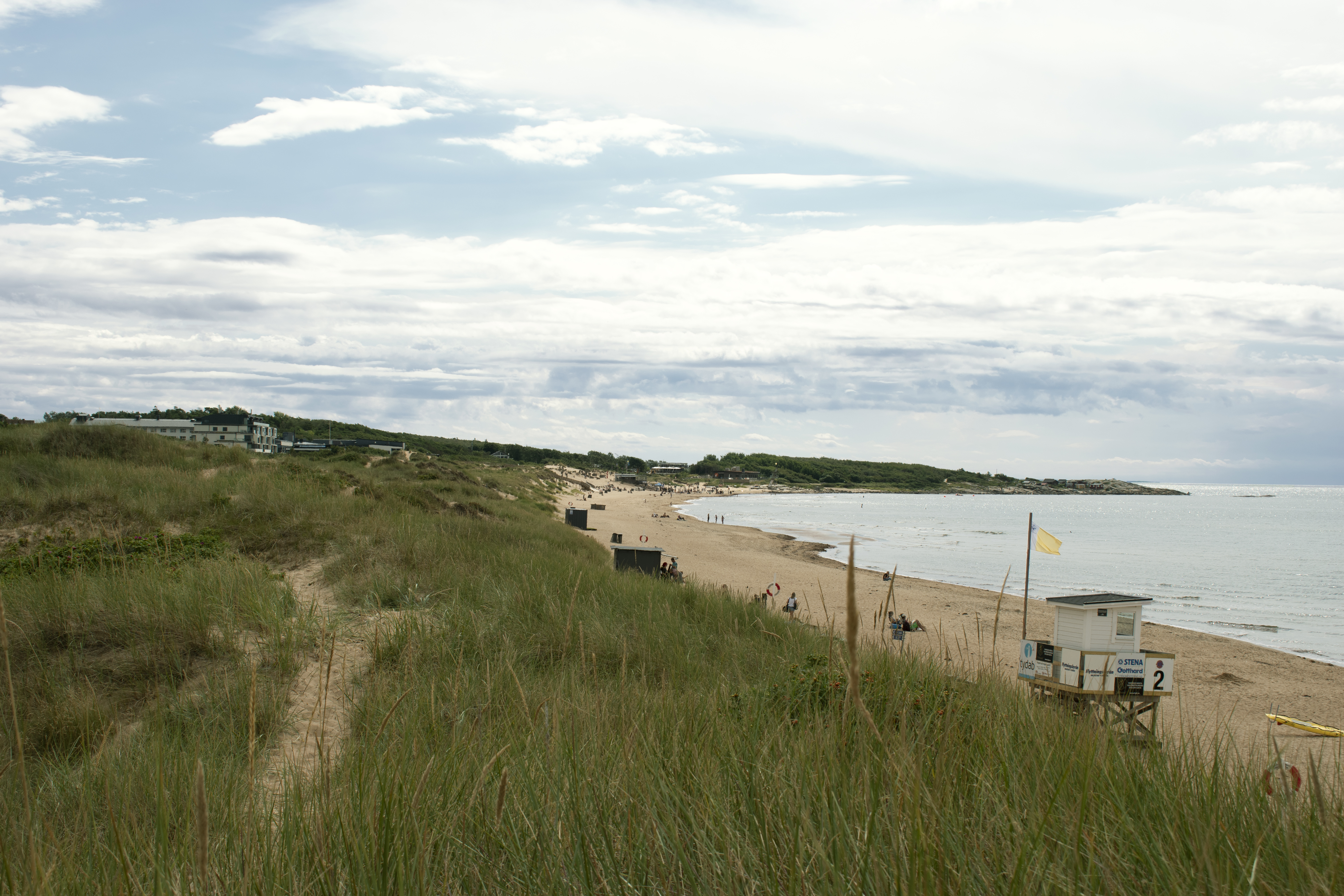
Praia de Tylösand
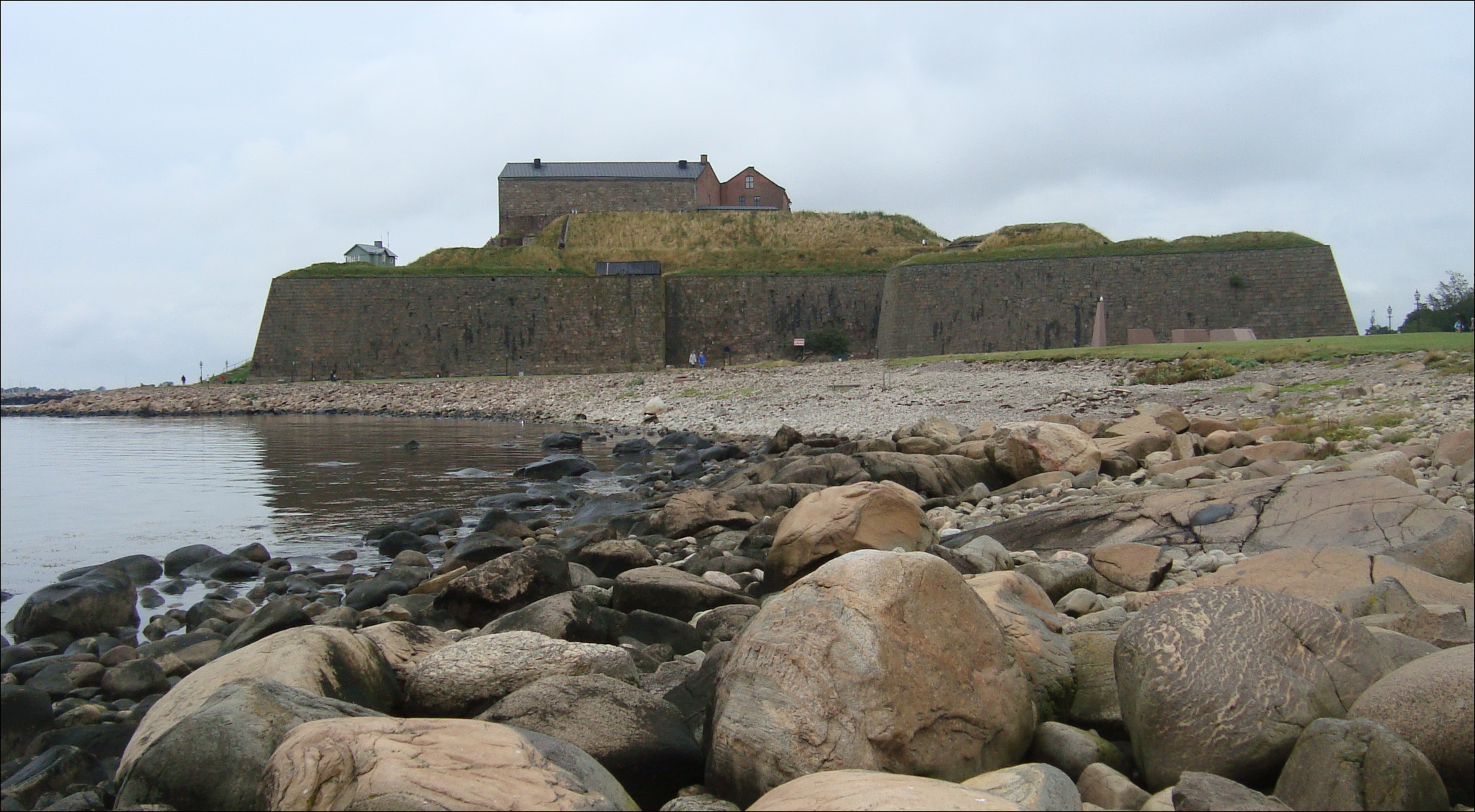
Fortaleza de Varberg
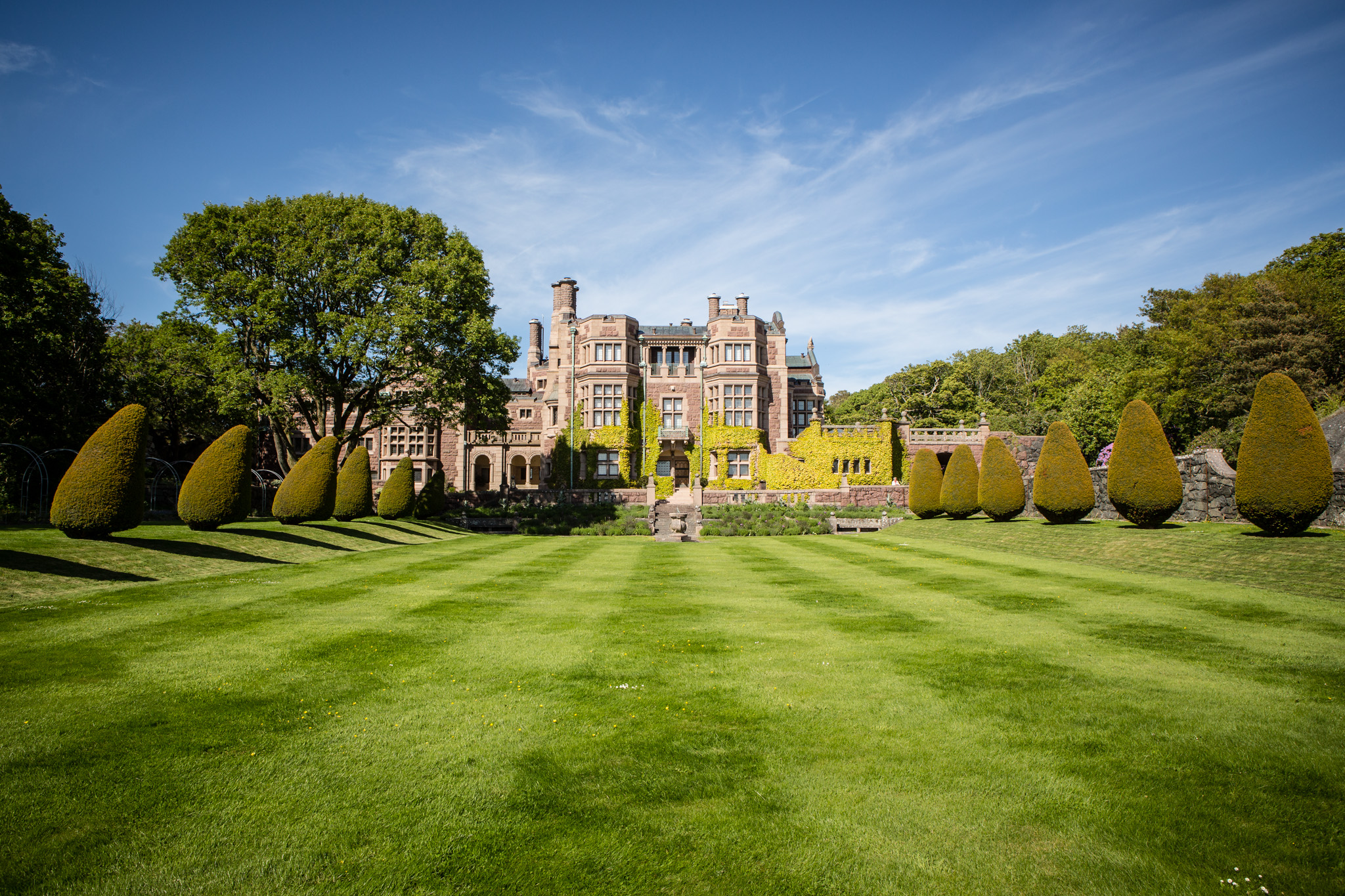
Palácio de Tjolöholm
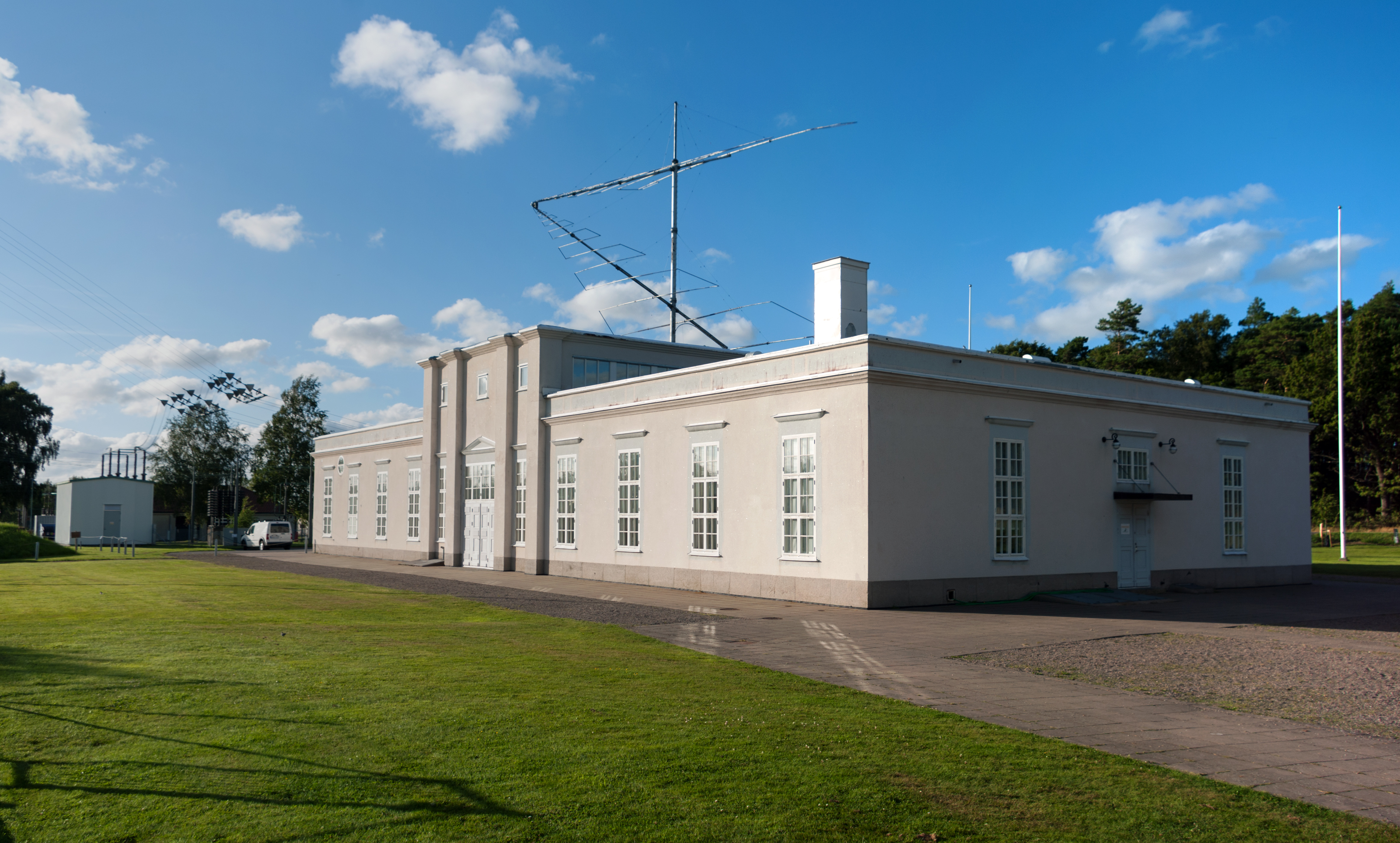
Estação de Rádio de Varberg (Património Mundial da UNESCO)
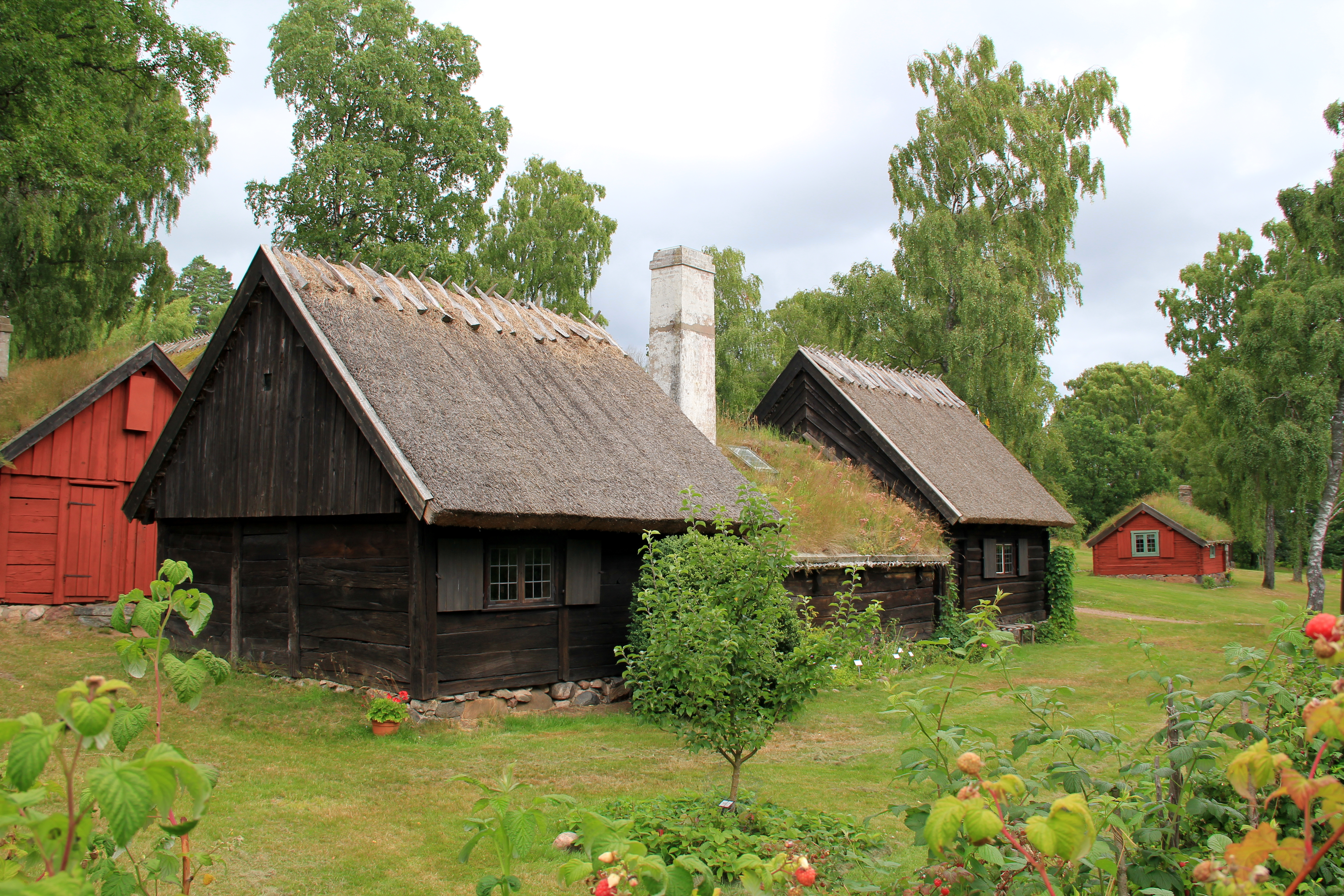
Quinta tradicional em Halmstad
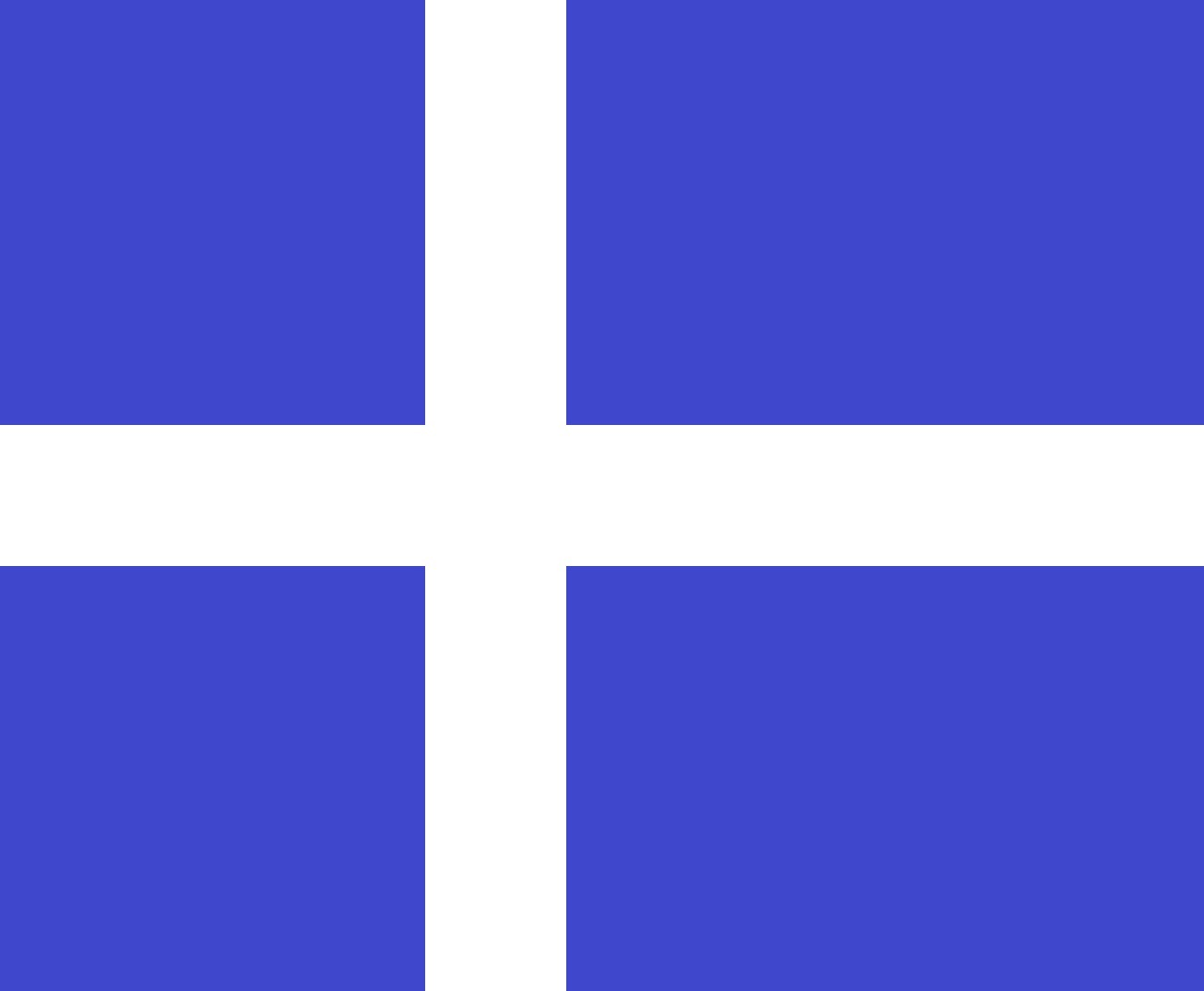
Bandeira não-oficial da Halland